# Gran Purga
La Gran Purga (en ruso: Большая чистка, transliterado como Bolshaya chistka), también conocida en Occidente como Gran Terror (término acuñado por el historiador anticomunista británico Robert Conquest), o más específicamente conocida en la URSS como Yezhóvshchina o Ezhovshchina (ежовщина, «era o fenómeno de Yezhov»), fue el nombre dado a la serie de campañas de represión y persecución políticas llevadas a cabo en la Unión Soviética a finales de la década de 1930. Cientos de miles de miembros del Partido Comunista Soviético, socialistas, anarquistas y opositores fueron perseguidos o vigilados por la policía; además, se realizaron juicios públicos, se envió a cientos de miles a campos de concentración del Gulag.
Si bien los soviéticos justificaron posteriormente esta cruenta medida, argumentando que se limpió el camino de elementos «saboteadores» o disidentes para la futura guerra con la Alemania nazi, una gran cantidad de las víctimas eran miembros del Partido Comunista y líderes de las Fuerzas Armadas. Otros sectores de la sociedad que sufrieron la persecución fueron los profesionales, los kuláks (campesinos burgueses) y las minorías, que fueron vistas como una potencial «quinta columna». La gran mayoría de estas detenciones fueron llevadas a cabo por el Comisariado del Pueblo para asuntos internos, también conocido como el NKVD dirigido por Nikolai Yezhov.
En las farsas judiciales más importantes, llevadas a cabo durante la Gran Purga, tomó parte Andréi Vyshinski quien fue fiscal general de la URSS entre marzo de 1935 y mayo de 1939. Vyshinski mostró un amplio empleo de lo que la tradición clásica llamaba Confessio est regina probationum ("la confesión del acusado es la prueba reina"). Con el fin de conseguir estas confesiones, en 1937, el Comité Central de PCUS dio el visto bueno al NKVD para el empleo de la tortura como medio para arrancar confesiones en los casos contra los llamados enemigos del pueblo. Según las memorias del fiscal militar Nikolái Afanásiev, fue precisamente Andréi Vyshinski quien en mayo de 1937 le sugirió a Stalin, en presencia de Nikolái Yezhov, emplear la tortura para hacer confesar al mariscal Mijaíl Tujachevski durante la instrucción del Caso de la Organización Militar Trotskista Antisoviética.

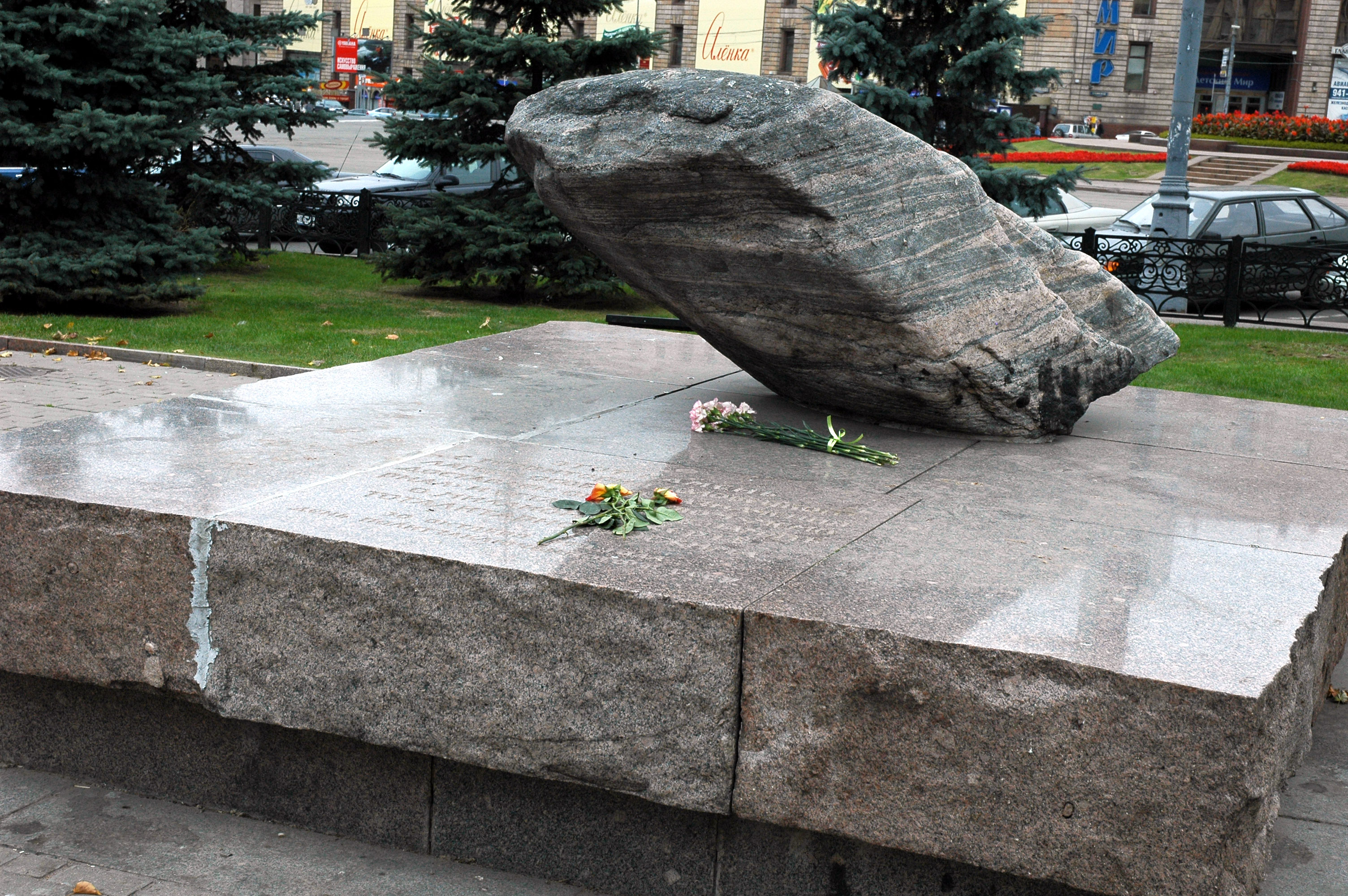
Monumento a las víctimas de la represión política, en la plaza Lubianka de Moscú, a partir de una roca del campo de trabajos de Solovkí.

## Antecedentes
Antes de la Gran Purga, el término «purga» era utilizado para expresar la expulsión masiva de miembros del Partido Comunista de la Unión Soviética (PCUS); la purga más grande de este tipo había ocurrido en 1933 con 400 000 personas expulsadas. Entre 1936 y 1956 al término se le añadió no solo la expulsión sino el arresto, el cautiverio, la deportación y en algunos casos la ejecución.
En diciembre de 1936 el 8º Congreso Extraordinario de los Soviets aprobó el borrador de la nueva constitución soviética ordenada por Iosif Stalin, a menudo llamada la "Constitución de Stalin". La creación de la nueva constitución fue liderada por Stalin, quien presidió la comisión encargada de redactarla. Esta constitución introdujo cambios significativos en el sistema político y social de la URSS, En ella se garantizaban la libertad de palabra, imprenta, reunión, mítines y manifestación, así como que no se puede detener a nadie sin la decisión de un tribunal. 
La Constitución de 1936 iba a reemplazar a la anterior Constitución de 1924 y se presentaba como un reflejo del "socialismo victorioso" en la URSS. 
El sistema electoral se basaba en el sufragio universal directo y secreto para los mayores de 18 años. Se admitían candidatos no solo del Partido Bolchevique, sino también de otros grupos de ciudadanos, basados en la residencia, afiliación (tales como grupos religiosos), u organizaciones de empresa. 
Los aspectos democráticos de la Constitución se incluyeron ante la expresa insistencia de Stalin. Junto a sus más cercanos colaboradores en el Politburó del Partido Bolchevique, Stalin luchó tenazmente para mantener este proyecto (J. ARCH GETTY - "State and Society under Stalin"). Él, y ellos, cedieron sólo cuando se enfrentaron al rechazo total por parte del Comité Central del Partido, y ante el pánico que rodeó el descubrimiento de serias conspiraciones, en colaboración con el fascismo alemán y japonés para derrocar el gobierno soviético.
Stalin también insistió en el hecho de que muchos ciudadanos soviéticos, que habían sido privados de sus derechos, los recuperarían. Esto incluía miembros de las clases burguesas tales como terratenientes, y aquellos que habían luchado contra los bolcheviques durante la Guerra Civil de 1918-1921, los conocidos como "guardias blancos", así como aquellos condenados por algunos crímenes. Los grupos más importantes y probablemente mas numerosos entre los lishentsy fueron los "kulaks" , y los que habían violado la "Orden de los tres oídos" que habían robado propiedades estatales, a menudo cereal. (Zhukov, Yuri - Different Stalin. USSR Political Reforms in 1933–1937). 
La Gran Purga se inició por la intención de la mayoría de los miembros del Politburó de eliminar toda posible fuente de oposición en las futuras elecciones. También se eliminaron a posibles grupos opositores o incluso subversivos como los kuláks, miembros de otros partidos, oficiales de la época zarista y finlandeses.
El Pleno del Comité Central de Febrero-Marzo de 1937 puso de manifiesto las contradicciones dentro de la dirección del Partido: la lucha contra los enemigos internos, y la necesidad de preparar elecciones abiertas y secretas bajo la nueva Constitución para finales de año. El descubrimiento paulatino de más y más grupos conspirando para derrocar el gobierno soviético demandó acciones policiales. Este Pleno, el más largo en la historia de la URSS, se prolongó dos semanas. 

## La Gran Purga
Para combatir a los enemigos del Estado con rapidez pero sin arbitrariedad excesiva, se implementaron las troikas que de poco sirvieron. Los Primeros Secretarios, decididos a eliminar competencias de cara a futuras elecciones, llevaron a cabo miles de ejecuciones sumarias. Por ejemplo, Nikita Khruschev, que en 1937 había pedido competencias para poder ejecutar a 20.000 personas cuando era jefe del Partido en Moscú, fue trasladado a Ucrania, donde, en el plazo de un mes, exigió poderes para reprimir a 30.000 personas. 
Parece que el NKVD funcionaba a su aire, al menos en algunas zonas. Sin duda, los Primeros Secretarios también funcionaban a su aire. Como indica Yuri Zhukov, el informe de Malenkov, culpando a los "trepas" dentro del Partido de las expulsiones masivas y detenciones, fue continuado por Kaganovich y Andréi Zhdánov, quienes siguieron haciendo hincapié en la lucha contra los enemigos, y prestaron sólo una ligera atención a la "ingenuidad e ignorancia" en el trabajo de "bolcheviques honrados".
Simultáneamente, muchas pruebas sugieren que Stalin quería reducir la represión de las troikas impulsada por los Primeros Secretarios y continuar implementando  las elecciones en la nueva Constitución. Del 5 al 11 de Julio la mayoría de secretarios siguió la iniciativa de Robert Eikhe de comunicar cifras precisas de aquellos que se iba a suprimir, mediante ejecución o encarcelamiento. 
De repente, el 12 de Julio, el comisario delegado del NKVD M.P. Frinovskii envió un telegrama urgente a todas las agencias de policía locales: "No inicien operaciones de represión contra antiguos kulaks. Repito, no inicien". (Getty, "Excesses").
Los jefes locales del NKVD fueron llamados a Moscú para conferenciar, tras lo cual se emitió la orden nº 00447. Esta larga y detallada instrucción extendía el tipo de personas objeto de represión (incluyendo básicamente curas, los que con anterioridad se hubieran opuesto al sistema soviético, y criminales) y  “disminuyó los límites o cifras requeridos por los secretarios provinciales”. Todas estas vacilaciones sugerían desacuerdos y luchas entre el liderazgo central en el Politburó, y los Primeros Secretarios en las zonas de provincias. Stalin no estaba al mando, claramente. (Order No. 00447; Getty, "Excesses").
El pleno del Comité Central de Octubre de 1937 contempló la suspensión definitiva del plan para unas elecciones libres. Una muestra de candidaturas, presentando diversos candidatos, habían sido ya diseñadas. Bastantes de ellas han sobrevivido en varios archivos. Yuri Zhukov ha llegado a localizar en los archivos el documento auténtico que Molótov firmó, el 11 de Octubre a las 6 de la tarde, cancelando las elecciones abiertas.
Esto representó una amplia pero inevitable derrota para Stalin y sus seguidores en el Politburó. Fue también en el Pleno del Comité Central cuando se pronunció la primera protesta contra la represión masiva, por parte del Primer Secretario de Kursk, Peskarov: "Ellos (¿el NKVD? ¿las troikas? ) condenan a la gente por tonterías...ilegalmente, y cuando nosotros... planteamos la cuestión al Comité Central, los camaradas Stalin y Molótov nos apoyan decididamente, y envían una brigada de funcionarios de la Corte Suprema y de la Oficina del Fiscal para revisar estos casos... Resultando que, al cabo de tres semanas de trabajo de esta brigada, el 56% de estas sentencias en 16 regiones se clasifica por parte de esta brigada como ilegal. Y lo que es mas, en el 45% de estas sentencias no hubo prueba de que se hubiera cometido ningún crimen". 
En el Pleno de Enero de 1938 Malenkov presentó una mordaz crítica sobre la gran cantidad de miembros del Partido expulsados y de ciudadanos juzgados, a menudo incluso sin proporcionar listas de nombres, sino solamente indicando los números de los expulsados. 
Nicolai Yezhov, sustituto de Genrikh Yagoda en 1936 al mando del NKVD, parece haber estado en estrecha relación con los Primeros Secretarios. La masiva represión de los años 1937-1938 ha estado tan relacionada con su nombre que aún se la conoce como la "Yezhovshchina".

## Caída de Yezhov y Consecuencias
Yezhov dimitió el 23 de septiembre de 1938, y en noviembre de 1938 fue sustituido por orden de Stalin por Lavrenti Beria, con el encargo de poner orden.
Bajo el mando de Beria, inmediatamente se inició una purga dentro del NKVD, siendo sustituidos de sus cargos los hombres de confianza de su antecesor muchos de los mandos de la NKVD y primeros secretarios responsables de miles de ejecuciones y deportaciones fueron juzgados, y muchos ejecutados por haber torturado y llevado a la muerte a gente inocente. El propio Yezhov y la gran mayoría de sus más cercanos colaboradores, todos altos oficiales del NKVD, fueron a su vez ejecutados antes de acabar el año. Las transcripciones de los juicios de algunos de los funcionarios policiales que utilizaron la tortura han sido publicados. Numerosos presos y acusados, deportados, o enviados a los campos de trabajo fueron liberados. Beria manifestó que había sido nombrado para "acabar con la Yezhovshchina”. Stalin declaró a Yakovlev que Yezhov "fue ejecutado por haber asesinado a muchos inocentes". 
El 17 de noviembre de ese mismo año, el Sovmin y el Comité Central del PCUS de la Unión Soviética emitieron un decreto, que fue firmado por Beria, que puso fin a las persecuciones masivas.
Se hizo un daño incalculable a la sociedad soviética, al gobierno soviético y al Partido bolchevique. Esto, desde luego, hace mucho que se sabe. Lo que no se ha sabido hasta hace poco es que la implantación de las troikas y las cuotas de ejecuciones y deportaciones se deben a la insistencia de los Primeros Secretarios. Yuri Zhukov piensa que la estrecha relación entre esto y la amenaza de elecciones abiertas, y el hecho de que el Comité central consiguió forzar a la dirección estalinista a cancelar las elecciones, sugiere que la forma de evitar esa "amenaza electoral" pudo ser un motivo esencial para las detenciones masivas y las ejecuciones de la Yezhovshchina (Grover Furr. Yezhov vs. Stalin).

## Procesos de Moscú
Entre 1936 y 1938 se llevaron a cabo tres juicios en Moscú donde fueron juzgados exmiembros del Partido Comunista, que fueron acusados de conspirar con las naciones occidentales para asesinar a Stalin y a otros líderes soviéticos, así como para desintegrar la Unión Soviética y restaurar el capitalismo en Rusia. Andréi Vyshinski ejerció de fiscal del Estado en los tres juicios.
En el primer juicio, llevado a cabo en agosto de 1936, fueron acusados dieciséis presuntos miembros del llamado «Centro Terrorista Trotski-Zinóviev», cuyos supuestos líderes eran Grigori Zinóviev y Lev Kámenev, dos prominentes miembros del Partido. Estos fueron acusados de planear el asesinato de Serguéi Kírov, así como el de Stalin. Después de pasar diez meses en los calabozos de la policía secreta, donde se realizaron simulacros de juicio, finalmente fueron juzgados públicamente, donde estos «confesaron». Todos fueron sentenciados a muerte y ejecutados.
En enero de 1937, se llevó a cabo el segundo juicio en Moscú, donde fueron juzgados diecisiete miembros del Partido, de menor rango que los del juicio anterior. Entre los juzgados se encontraban Karl Rádek, Yuri Piatakov y Grigori Sokólnikov. Trece fueron sentenciados a muerte y fueron fusilados, mientras que el resto fueron enviados al Gulag, donde no sobrevivieron mucho tiempo.

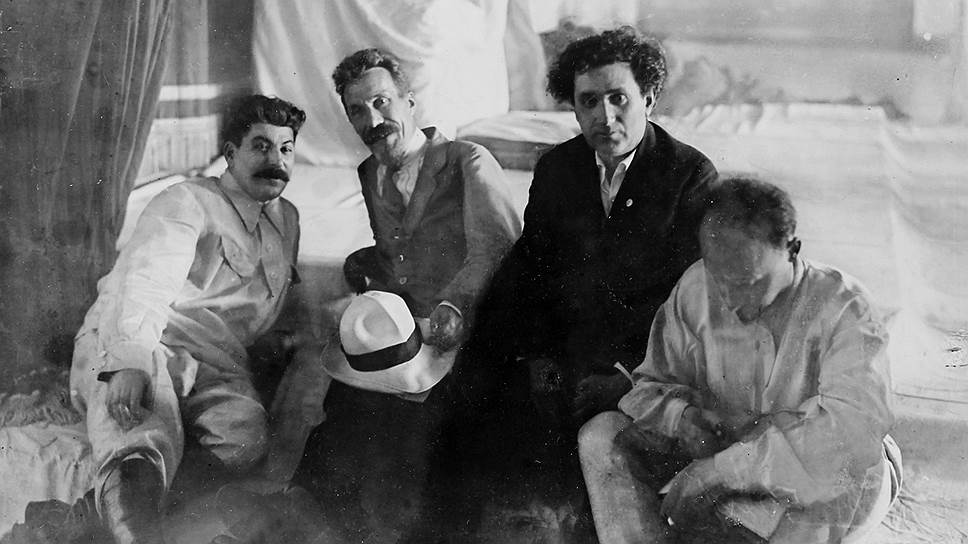
Stalin, Rýkov, Zinóviev y Bujarin (de izda. a dcha.)
20 de septiembre de 1924.

En el tercer juicio, llevado a cabo en marzo de 1938, fueron juzgadas veintiún personas, acusadas de pertenecer a un supuesto bloque de «derechistas y trotskistas» supuestamente liderado por Nikolái Bujarin, antigua cabeza del Comintern, el ex primer ministro Alekséi Rýkov, Christian Rakovski, Nikolái Krestinski y Génrij Yagoda. Irónicamente Yagoda estuvo a cargo de las detenciones al inicio de la Gran Purga. Todos fueron encontrados culpables y fueron ejecutados. (Véase Juicio de los Veintiuno).
También se desarrolló un juicio militar secreto en junio de 1937, donde varios generales del Ejército Rojo, como Mijaíl Tujachevski, fueron sentenciados y ejecutados.
Si bien todos los acusados confesaron sus supuestos «crímenes», tras la disolución de la URSS en 1991 fue reconocido que los métodos utilizados para obtener esas «confesiones» consistían en golpear a los acusados diariamente, no dejarlos dormir y mantenerlos de pie y sin comida durante días y amenazarlos con arrestar y ejecutar a sus familias. De esta manera se provocaba el colapso nervioso del acusado, que finalmente cedía.
Por ejemplo, se sabe que el hijo adolescente de Lev Kámenev fue arrestado y acusado de terrorismo con el objetivo de presionarlo a confesar. En otros casos, a militantes endurecidos en la persecución zarista (y poco impresionables con la tortura) se les convenció de aceptar la humillante confesión pública insistiendo que este paso era necesario para que la URSS subsistiera y que la nueva situación les obligaba a aceptar la dictadura de Stalin como "un mal necesario" al cual deberían someterse por el bien del comunismo; estos acusados, no obstante, también eran ejecutados invariablemente después de su confesión pública. 
Por su parte, Zinóviev y Kámenev demandaron una garantía de parte del Politburó, de que si «confesaban», su vida y la de sus familiares sería respetada. En una reunión con Stalin, Kliment Voroshílov y Yezhov, estas garantías les fueron dadas. Sin embargo, Stalin rompió su promesa, ya que no solo mandó ejecutar a los acusados, sino que varios familiares de los mismos también fueron fusilados. Nikolái Bujarin también «confesó» solicitando garantías, esta vez solo para su familia. Si bien ningún familiar suyo fue ejecutado, su esposa Anna Lárina fue enviada a un campo de trabajo, aunque sobrevivió y escribió las memorias de ella y de su esposo.
En mayo de 1937, se estableció en Estados Unidos la Comisión de Investigación de los cargos hechos contra León Trotski en los Juicios de Moscú, también conocida como la «Comisión Dewey», presidida por John Dewey, cuyo objetivo era el de limpiar el nombre de Trotski. Aunque dicha comisión jamás fue imparcial, llevó detalles a la luz pública que demostraban que algunos cargos de los Juicios de Moscú no podían ser verdaderos. Por ejemplo, Gueorgui Piatakov había testificado que en diciembre de 1935 había viajado a Oslo para «recibir instrucciones terroristas» de Trotski. La Comisión Dewey demostró que ese viaje nunca tuvo lugar. Otro acusado, Iván Smirnov, «confesó» haber participado en el asesinato de Serguéi Kírov, pero luego se demostró que en esa fecha el propio Smirnov llevaba un año en prisión e incomunicado.
La Comisión Dewey publicó sus hallazgos en un libro de 422 páginas titulado Inocente. Sus conclusiones declaraban inocentes a todos los condenados en los Juicios de Moscú. En su sumario, la Comisión escribió: «Sin evidencia extrínseca, la Comisión encuentra:
- Que la conducta de los Juicios de Moscú fue de tal manera que cualquier persona sin prejuicios queda convencida de que no se intentó conocer la verdad.

- Que mientras que las confesiones deben tomarse con la más seria consideración, las mismas contienen imposibilidades que convencen a la Comisión de su falsedad, sin importar los medios bajo las que se obtuvieron.

- Que Trotski nunca instruyó a ninguno de los acusados en los Juicios de Moscú para entablar acuerdos con potencias extranjeras en perjuicio de la Unión Soviética [y] que Trotski nunca recomendó, planeó, o intentó la restauración del capitalismo en dicho país».

La Comisión concluye: «Encontramos que los Juicios de Moscú fueron montajes». No obstante, el embajador de Estados Unidos en Moscú J. E. Davies afirmó que los juicios eran completamente legales y los cargos eran reales.

## Purga del ejército
La purga del Ejército Rojo se inició con la aparición de documentos que evidenciaban la existencia de correspondencia entre el Mariscal Mijaíl Tujachevski y miembros del OKW (Oberkommando der Wehrmacht, Alto Mando de la Wehrmacht), el Alto Mando alemán. Actualmente se maneja la hipótesis de que dichos documentos fueron falsificados por orden de Reinhard Heydrich. Dichos documentos falsos llegarían a manos soviéticas a través de Edvard Beneš, presidente de Checoslovaquia.
Sin embargo, en el momento en que los documentos supuestamente se falsificaron, dos miembros del grupo de Tujachevski ya estaban presos, lo que debilita un poco la hipótesis de la correspondencia, restándole legitimidad a la purga. Además, en los juicios, las cartas no fueron utilizadas como evidencia, sino las confesiones de los militares. En total 3 de 5 mariscales, 13 de los 15 comandantes de ejércitos, 8 de los 9 almirantes, 50 de los 57 generales de los cuerpos de ejército, 154 de los 186 generales de división, los 16 comisarios del ejército y 25 de los 28 comisarios de los cuerpos de ejército, de la Unión Soviética fueron juzgados y condenados. Esta purga dentro del Ejército Rojo eliminó a comandantes con experiencia, siendo reemplazados por oficiales leales políticamente pero de capacidad militar dudosa. El ejército quedó desorganizado completamente y, según los analistas, Hitler tomó nota de esta aparente debilidad organizativa soviética a la hora de trazar sus planes para la Operación Barbarroja, la invasión alemana de la Unión Soviética de 1941.
El exoficial de inteligencia soviético Víktor Suvórov escribió en La limpieza que el impacto de la Gran Purga en el ejército no fue tan grave como la propaganda soviética lo hizo ver. Aseguraba que solo un tercio de las víctimas eran oficiales militares, el otro tercio eran comisarios políticos y el tercio restante eran agentes de la NKVD con rangos militares. Da por ejemplo el caso del Ministro de Asuntos Navales, Mijaíl Frinovski, que llevaba el rango militar de Comandante de Ejército de Primer Rango, aunque nunca había prestado servicio militar.

## La purga en el Politburó

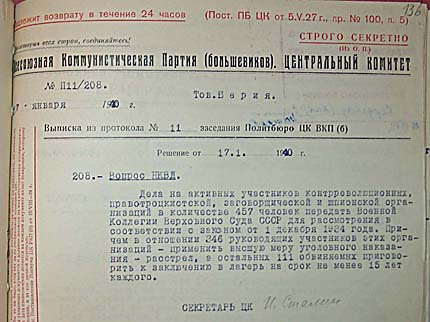
Resolución del Politburó, sobre la "Cuestión del NKVD" que se refiere a un caso de 457 personas acusadas de participar en organizaciones contrarrevolucionarias, trotskistas, conspirativas y de espionaje. Se estipula la pena capital para 246 de los líderes de estas organizaciones, y para los 111 acusados restantes, se decreta el encarcelamiento en campos de trabajo por un período no inferior a 15 años para cada uno.Fechada el 17 de enero de 1920 y más abajo el 17.1.1940, si bien tanto el 2 como el 4 parecen rectificados.

Durante la Gran Purga, fueron ejecutados casi todos los bolcheviques que habían tenido una función importante en la Revolución de Octubre o en el gobierno de Lenin. De los seis miembros del Politburó original, solo Stalin sobrevivió, cuatro fueron ejecutados y Trotski fue asesinado en su exilio en México en 1940. De los seis miembros del Politburó de Lenin, cuatro fueron ejecutados, Mijaíl Tomski se suicidó, mientras que Stalin, Mólotov y Mijaíl Kalinin continuaron viviendo. De los 1966 delegados del XVII Congreso del Partido Comunista celebrado en 1934, 1108 fueron arrestados y casi todos murieron ejecutados o en prisión, tras sufrir dentro el trato brutal habitual.

## Purga en el Komintern
Otro grupo que fue objeto prioritario de la represión estalinista fue el constituido por los numerosos dirigentes y simples miembros de partidos comunistas extranjeros refugiados en la URSS, así como los cuadros del Komintern (la Internacional comunista). Dirigentes como el húngaro Béla Kun (famoso por las atrocidades que cometió en Crimea durante la Guerra Civil rusa), el yugoslavo Milan Gorkić o el alemán Heinz Neumann fueron ejecutados sin juicio en compañía de miles de camaradas anónimos, la mayoría de los cuales desaparecieron sin dejar rastro. Stalin llegó al extremo de convocar en Moscú, con cualquier pretexto, a militantes que residían en el extranjero, con el objeto de arrestarlos a su regreso y, acto seguido, ejecutarlos. Esta táctica fue utilizada igualmente para purgar a los miembros del NKVD que pertenecían a su sección exterior (los servicios de espionaje), y que, lógicamente, prestaban servicio (tanto con cobertura legal de tipo diplomático o periodístico como aquellos llamados ilegales) en los países donde desarrollaban su actividad de espionaje. Por lo que, en aquellos tiempos, normalmente una orden de regreso a la patria era la antesala de la muerte. Los que, desobedeciendo las órdenes recibidas, decidieron resistirse a acudir voluntariamente al matadero fueron perseguidos con saña por escuadrones especiales de asesinos del NKVD especialmente encargados de ejecutar en el extranjero a estos desertores, misión que normalmente culminaban con éxito, siendo ayudados en estas acciones por los aparatos locales del Partido Comunista del país donde se había refugiado el purgado perseguido.

## Purga de refugiados

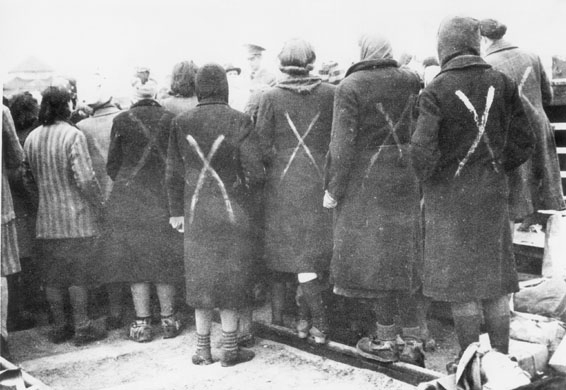
Supervivientes prisioneras del campo de concentración de Ravensbrück son seleccionadas por la Cruz Roja para su liberación. Abril de 1945

Según los archivos de la filial del NKVD y KGB en la RSS de Ucrania, desclasificados por el gobierno de Ucrania en 2015, el inicio de la colaboración del NKVD con la Gestapo data de 1938, es decir antes de la firma del Pacto Ribbentrop-Mólotov. Debido a esta colaboración, la URSS entregó a la Alemania nazi a comunistas alemanes y austriacos refugiados en su país tras el ascenso al poder de Hitler en 1933.
En 1939, las autoridades soviéticas entregaron a la Gestapo nazi a aquellos refugiados comunistas alemanes, polacos y húngaros que habían buscado refugio en la Unión Soviética. Esta entrega fue un resultado colateral del pacto de no agresión germano-soviético, así como la invasión alemana de Polonia, la invasión soviética de Polonia, la ocupación soviética de los países bálticos, de la Besarabia y norte de Bucovina y el ataque a Finlandia por la URSS y supuso, para sus víctimas, pasar del feroz sistema represivo de la NKVD y las redes de capos del "Gulag" (los entregados eran los supervivientes no ejecutados de las purgas del Komintern, en muchos casos familiares de dirigentes ya fusilados) a los campos de concentración nazis dirigidos por las SS, donde la mayoría de ellos terminaron siendo ejecutados o víctimas de las espantosas condiciones de vida reinantes en los mismos.
La militante comunista alemana Margarete Buber-Neumann, superviviente de este proceso, relata en un libro de memorias sus estremecedores experiencias como prisionera en los campos de concentración de ambas dictaduras. Tras la firma del Pacto Ribbentrop-Mólotov el 23 de agosto de 1939, formó parte de un número de comunistas alemanes entregados a la Gestapo en 1940 por los soviéticos. Luego Buber-Neumann fue apresada y enviada al campo de concentración de Ravensbrück.

## Reacción internacional
Si bien la persecución de los altos líderes soviéticos encontró mucho eco en la propaganda soviética, la purga en la población civil fue escondida a la prensa nacional y extranjera. En Occidente se empezó a conocer la verdadera extensión de la Gran Purga cuando exprisioneros del Gulag lograron escapar hacia estos países.
En el libro El gran terror, de Robert Conquest, anticomunista convencido, se afirma que intelectuales comunistas de la talla de Jean-Paul Sartre negaron continuamente la existencia de la Gran Purga, ya que el reconocimiento de esta persecución en la Unión Soviética desanimaría a los comunistas franceses. También se critica la actuación de los escritores del New York Times de la época, incluyendo al ganador del Pulitzer Walter Durant, que, al igual que Sartre, negó o ignoró la existencia de la Gran Purga, incluso cuando la existencia de los campos de trabajo soviéticos ya había sido comprobada. La reformadora social Beatrice Webb y su esposo Sidney se cuentan entre los negadores de las purgas estalinistas.[cita requerida] Por otro lado, uno de los mayores críticos de la Gran Purga fue el diario Manchester Guardian, a pesar de su tendencia izquierdista.
Si bien dentro de los círculos socialistas y comunistas de los Estados Unidos siempre existió la duda acerca de la existencia de la Gran Purga, tras la muerte de Stalin, la publicación del «Discurso secreto» de Nikita Jrushchov y la llegada del macartismo —también conocido como «caza de brujas— al país norteamericano, obligó a cientos de intelectuales europeos y estadounidenses a desligarse del comunismo soviético, si bien continuaron apoyando esta ideología.

## Cantidad o número de víctimas
| Año  | Arrestos | Condenados | Condenas   | Condenas           | Condenas | Condenas |
| Año  | Arrestos | Condenados | Ejecutados | A campos y prisión | Exilio   | Otros    |
| ---- | -------- | ---------- | ---------- | ------------------ | -------- | -------- |
| 1930 | 331.544  | 208.069    | 20.201     | 114.443            | 58.816   | 14.609   |
| 1931 | 479.065  | 180.696    | 10.651     | 105.683            | 63.269   | 1.093    |
| 1932 | 410.433  | 141.919    | 2728       | 73.946             | 36.017   | 29.228   |
| 1933 | 505.256  | 239.664    | 2154       | 138.903            | 54.262   | 44.345   |
| 1934 | 205.173  | 78.999     | 2056       | 59.451             | 5994     | 11.498   |
| 1935 | 193.083  | 267.076    | 1229       | 185.846            | 33.601   | 46.400   |
| 1936 | 131.168  | 274.670    | 1118       | 219.418            | 23.719   | 30.415   |
| 1937 | 939.750  | 790.665    | 353.074    | 429.311            | 1366     | 6914     |
| 1938 | 638.509  | 554.258    | 328.618    | 205.509            | 16.842   | 3289     |
| 1939 |          |            | 2552       | 54.666             | 3783     | 2888     |